# Consingis semicana
Consingis semicana är en spindelart som beskrevs av Simon 1900. Consingis semicana ingår i släktet Consingis och familjen hoppspindlar. Inga underarter finns listade i Catalogue of Life.